# Rio do Sabão
Der Rio do Sabão ist ein etwa 36 km langer rechter Nebenfluss des Rio Tibaji im Inneren des brasilianischen Bundesstaats Paraná.

## Etymologie und Geschichte
Sabão bedeutet auf Deutsch Seife. Der Fluss teilt diesen Namen mit mehreren anderen Gewässern in Paraná.

## Geografie

### Lage
Das Einzugsgebiet des Rio do Sabão befindet sich auf dem Segundo Planalto Paranaense (Zweite oder Ponta-Grossa-Hochebene von Paraná).

### Verlauf
Sein Quellgebiet liegt im Munizip Tibagi auf 1.191 m Meereshöhe in den Ausläufern der Serra Geral. Etwas weiter östlich jenseits der PR-340 beginnt das Umweltschutzgebiet Área de Proteção Ambiental (APA) da Escarpa Devoniana.
Der Fluss verläuft in westlicher Richtung. Er mündet auf 726 m Höhe von rechts in den Rio Tibaji. Er ist etwa 36 km lang.

### Munizipien im Einzugsgebiet
Der Rio do Sabão verläuft vollstandig innerhalb des Munizips Tibagi.

### Nebenflüsse
Von rechts fließt dem Rio do Sabão der Arroio Quati zu.